# Микляев, Николай Иванович
Никола́й Ива́нович Микля́ев (1859 — 2 мая 1912) — русский судья и общественный деятель, член III Государственной думы от Псковской губернии.

## Биография
Православный. Из потомственных дворян. Землевладелец Псковской и Новгородской губерний (4700 и 800 десятин), домовладелец (два дома в Холме).
Окончил частную гимназию Гуревича с золотой медалью и юридический факультет Санкт-Петербургского университета (1884).
По окончании университета поступил на службу кандидатом на судебные должности. Занимал должности Холмского городского судьи (1890—1902) и уездного члена Великолуцкого окружного суда по Холмскому уезду (1902—1907). Дослужился до чина действительного статского советника (1906). Кроме того, избирался гласным Холмской городской думы, Холмского уездного и Псковского губернского земских собраний. Состоял попечителем Николаевского училища Холма, председателем попечительного комитета Холмской богадельни и председателем попечительного совета Холмской женской прогимназии.
Состоял выборщиком в Думы I и II созывов. В 1907 году был избран в члены III Государственной думы от Псковской губернии 1-м и 2-м съездами городских избирателей. Входил во фракцию умеренно-правых, с 3-й сессии — в русскую национальную фракцию. На 2-й сессии был избран товарищем секретаря, а на 3-й — старшим товарищем секретаря Думы. Состоял товарищем председателя комиссии по судебным реформам, а также членом комиссий: по городским делам, по Наказу, бюджетной, по рабочему вопросу.
Умер в Санкт-Петербурге 2 мая 1912 года от воспаления лёгких. Похоронен на Николаевском кладбище г. Холма. Был женат, жене принадлежало 2500 десятин в Псковской губернии.

## Награды
- Орден Святого Станислава 3-й ст. (1895);
- Орден Святой Анны 3-й ст. (1899).

- медаль «В память царствования императора Александра III»